# 王作榮
王 作榮（おう さくえい、1919年2月6日 - 2013年7月30日）は、台湾の政治家。1996年から1999年まで監察院長を務めた。
1919年、中華民国湖北省生まれ。アメリカ合衆国・ワシントン大学で経済学の修士号を取得し、国立台湾大学で教鞭を執る。国共内戦の影響を受け1949年に台湾へ移住。中国時報の総主筆、国立台湾大学の経済学部教授を務める。
中国国民党の長年の党員であり、余紀忠と親しい関係にあった。
2013年6月に卿雲勳章を受賞。その後肺炎を患い、1か月後の2013年7月30日に台北栄民総医院で敗血症により死去。94歳没。